# Liste der Naturschutzgebiete in Brunei
Die Liste der Naturschutzgebiete in Brunei umfasst alle Naturschutzgebiete, darunter auch Nationalparks im südostasiatischen Brunei. Die Schutzgebiete werden von der Forstwirtschaftabteilung des Ministeriums für natürliche Ressourcen und Tourismus verwaltet. Laut der IUCN gibt es (Stand April 2020) 56 Schutzgebiete, die eine Fläche von 2794 km² und damit fast die Hälfte der Landesfläche Bruneis einnehmen. Zusätzlich sind 52 km² des Südchinesischen Meeres unter Schutz gestellt.
Brunei unterscheidet folgende Schutzgebiettypen:
- Nationalpark
- Naturschutzgebiet
- Waldschutzgebiet (derzeit nicht in Liste)
- Wildschutzgebiet
- Schutzgebiet
- ASEAN-Denkmal

## Liste
| Name                                      | Größe (km²) | Proklamation (Jahr) | Besonderheiten                                  | Status                     | IUCN-Kategorie | Foto                       |
| ----------------------------------------- | ----------- | ------------------- | ----------------------------------------------- | -------------------------- | -------------- | -------------------------- |
| Ulu-Temburong-Nationalpark                | 488,59      | 1991                | größtes Schutzgebiet; Primärwald                | Nationalpark               | II             | Ulu-Temburong-Nationalpark |
| Tasek-Merimbun-Nationalpark               | 78          | 1984                |                                                 | Nationalpark ASEAN-Denkmal | II             |                            |
| Tasek-Merimbun-Nationalpark (Erweiterung) | 31          |                     |                                                 | Nationalpark               |                |                            |
| Pulau-Berambang-Naturschutzgebiet         | 7,21        |                     | Pulau Berambang ist die größte Insel des Landes | Naturschutzgebiet          | Ia             |                            |
| Pulau-Baru-Baru-Naturschutzgebiet         | 0,86        |                     | Insel Baru-Baru                                 | Naturschutzgebiet          |                |                            |
| Pelong-Rocks-Wildschutzgebiet             | 0,06        |                     | Insel Pelong-Pelongan                           | Wildschutzgebiet           | Ia             |                            |
| Pulau-Punyut-Wildschutzgebiet             | 0,27        |                     | westlich der Insel Punyut                       | Wildschutzgebiet           | Ia             |                            |
| Louisa-Reef-Wildschutzgebiet              | 1,15        | 1948                | Korallenriff Terumbu Semarang Barat Kecil       | Wildschutzgebiet           |                |                            |
| Pulau Chermin-Schutzgebiet                | 0,05        |                     | Insel Chermin                                   | Schutzgebiet               |                |                            |